# 1945 à la télévision
| Années de la télévision : 1942 - 1943 - 1944 - 1945 - 1946 - 1947 - 1948    |
| Décennies de la télévision : 1910 - 1920 - 1930 - 1940 - 1950 - 1960 - 1970 |

Cet article présente les faits marquants de l'année 1945 à la télévision.

## Évènements
- 29 mars : La Danse de la robe de plume, première émission expérimentale de télévision diffusée en circuit fermé en France.

## Principales naissances
- 28 janvier : Marthe Keller, actrice suisse.
- 29 janvier : Tom Selleck, acteur américain.
- 9 février : Mia Farrow, comédienne américaine.
- 17 février : Bernard Rapp, journaliste, présentateur de télévisions, écrivain et réalisateur français († 17 août 2006).
- 1er mars : Dirk Benedict, acteur américain.
- 2 mars : Christian Morin : animateur de télévision, radio et musicien français.
- 7 avril : Joël Robuchon, chef cuisinier et animateur de télévision français († 6 août 2018).
- 13 avril : Tony Dow, acteur américain.
- 16 avril : Michel Denisot, journaliste, un producteur de télévision et un animateur de télévision français.
- 24 mai : Priscilla Presley, actrice américaine.
- 1er juin : Claire Nadeau, actrice française.
- 25 juin : Kristin Harmon, actrice américaine († 27 avril 2018).
- 14 août : Steve Martin, acteur américain.
- 24 septembre : Lou Dobbs, animateur de télévision et éditorialiste américain († 18 juillet 2024).
- 16 octobre : Pascal Sevran, animateur de télévision et producteur français († 9 mai 2008).
- 20 octobre : 
  - Michel Cordes, acteur français, également auteur et metteur en scène de théâtre ;
  - George Wyner, acteur américain.
- 26 octobre : 
  - Jaclyn Smith, acteur américain ;
  - Catherine Barma, productrice française d'émission télé.
- 19 novembre : Hervé Claude, journaliste et écrivain français.
- 21 novembre : Goldie Hawn, actrice américaine.
- 25 décembre : Paul Willson, acteur américain.